# 三尾艾蛛
三尾艾蛛（学名：Cyclosa tricauda），又名三尾塵蛛，为园蛛科艾蛛属的动物。分布于台湾岛以及中国大陆的浙江等地。该物种的模式产地在台湾。